# Culex sudanicus
Culex sudanicus är en tvåvingeart som beskrevs av Edwards 1941. Culex sudanicus ingår i släktet Culex och familjen stickmyggor. Inga underarter finns listade i Catalogue of Life.